# Strangelet
 (mai 2017).
Un strangelet est un état hypothétique de la matière nucléaire exotique, constitué d'un conglomérat de 2 (doublet) ou 3 (triplet) quarks étranges (quarks s). Dans les conditions normales, un quark s est soumis à l'interaction faible, et se désintègre rapidement en quarks u et d.
Dans des conditions spéciales (un plasma de quarks), la réaction inverse peut se produire et des quarks u et d peuvent fusionner pour donner naissance à un quark s. Lorsque l'objet résultant de ces réactions ne comporte pas uniquement des quarks, on parle de « matière étrange » (étrange au sens de comprenant des quarks s).
On rencontre parfois le mot « étrangelet » qui se veut la traduction française du terme anglais « strangelet ».

## La matière étrange et les étoiles à neutrons
La matière étrange pourrait constituer une des composantes des étoiles à neutrons à l'intérieur desquelles la pression due à l'attraction gravitationnelle est très importante. La physique actuelle ne permet pas de trancher avec certitude quant à l'existence, la masse ni la charge de quarks s stables entrant dans la composition de ces hypothétiques strangelets.

## La matière étrange et les spéculations alarmistes
(mai 2012).
Si vous disposez d'ouvrages ou d'articles de référence ou si vous connaissez des sites web de qualité traitant du thème abordé ici, merci de compléter l'article en donnant les références utiles à sa vérifiabilité et en les liant à la section « Notes et références ».
Dans certains articles[Lesquels ?], ces interrogations ont conduit à des spéculations catastrophistes. Ces spéculations sont basées sur l'argument qu'un hypothétique strangelet qui serait à la fois stable et chargé négativement pourrait « contaminer » la matière ordinaire qui l'environne en la « convertissant » en matière étrange, le phénomène s'étendant petit à petit jusqu'à atteindre des dimensions macroscopiques. Par un phénomène de contamination progressif et généralisé, ce scénario catastrophe conduirait à transformer la Terre en une grosse boule de matière étrange.
Le débat entre alarmistes et contre-alarmistes a été particulièrement vif à l'été 1999, à l'occasion des préparatifs à la mise en service du Relativistic Heavy Ion Collider (RHIC), le plus puissant collisionneur d'ions lourds au monde, situé à Brookhaven dans la banlieue de New York. À la mise en service du RHIC un autre débat a eu lieu, concomitant et similaire en beaucoup de points à celui de la matière étrange ; cette fois il concernait le risque de création d'un micro-trou noir susceptible de tout engloutir sur son passage en enflant progressivement, jusqu'à avaler la Terre entière.[réf. nécessaire]
Voici une liste non exhaustive de physiciens des deux camps ayant été amenés à aborder le sujet du risque supposé concernant la « strangeletisation » de la Terre : Frank Wilczek, Vladimir Buzna, Michel Spiro, Álvaro de Rújula (es), John Marburger (en), Robert Jaffe, Adrien Kent.

## Critiques des spéculations alarmistes
Le 27 novembre 2000, un article dans la revue Nature[réf. non conforme] explique que les craintes de la fin du monde à cause d'un accélérateur de particules sont injustifiées (Fears that the end of the world might be hatched in a particle accelerator are unwarranted, explains Philip Ball.). L'article argue que l'idée que les collisions à haute énergie pourrait créer une forme exotique de la matière qui pourrait croître pour engloutir la Terre est sans fondement, dit Jes Madsen de l'Université de Aarhus, au Danemark dans Physical Review Letters. (The idea that high-energy collisions could create an exotic form of matter that could grow to engulf the Earth is without foundation, says Jes Madsen of the University of Aarhus, Denmark in Physical Review Letters.).
En outre, l'article de Nature explique que :
1. il est très improbable que les collisions dans le RHIC seraient suffisamment énergétiques pour produire des strangelets en premier lieu ;
2. il n'est pas évident que ces strangelets dureraient assez longtemps pour fusionner avec des noyaux avant de se désintégrer dans un autre type de particule[5].

Un autre article du même auteur (Philip Ball) dans la revue Nature[réf. non conforme] explique aussi ceci : les inquiétudes au sujet d'une apocalypse déclenchée par les accélérateurs de particules ne sont pas nouvelles, elles ont leur source dans les vieux mythes, qui sont difficiles à dissiper. Certains craignent que les énergies libérées par la collision des particules subatomiques vont produire des trous noirs miniatures qui engloutiront le monde. Walter Wagner, un résident de Hawaï, a même déposé une plainte pour empêcher les expériences. Joseph Kapusta, physicien de l'Université du Minnesota à Minneapolis déclare que personne ne s'attend à ce que la matière nucléaire « anormale » ou « étrange », si elle existait, aurait vraiment ce caractère vorace. Le RHIC, au Laboratoire national de Brookhaven, a commencé à fonctionner en 1999 principalement pour créer des états prédits de matière très dense sous une forme appelée plasma quark-gluon. Cela a été pensé pour espérer observer dans l'accélérateur ce dont l'Univers était composé à une époque située à moins d'une milliseconde après le Big Bang. Des inquiétudes ont été soulevées quant à savoir si la matière dense pourrait s'effondrer en mini trou noir qui pourrait croître pour engloutir la planète. Un comité a examiné les dangers posés par les strangelets, les trous noirs et les effets hypothétiques de possibles dimensions supplémentaires « cachées » de l'espace. En 2003, le comité a conclu qu'il n'y a « aucune base pour toute menace concevable » de haute énergie de l'accélérateur de collisions. Kapusta a dit que « les physiciens doivent apprendre à communiquer honnêtement et sérieusement leurs découvertes passionnantes pour les non-scientifiques et que nous devons reconnaître que ces craintes ont une dimension mythique que l'argument rationnel ne peut jamais entièrement dissiper »[réf. souhaitée].

## Expériences
Plusieurs expériences visent à déterminer l'existence de cette « particule » comme :
- l'expérience Compact Muon Solenoid du Large Hadron Collider[8] ;
- l'expérience Spectromètre magnétique Alpha de la Station spatiale internationale[9].